# Dishnicë
Dishnicë je obec v okresu Gjirokastër, kraji Gjirokastër, jižní Albánii.